# بخش لیبرتی (شهرستان وود، اوهایو)
بخش لیبرتی (به انگلیسی: Liberty Township) یک منطقهٔ مسکونی در ایالات متحده آمریکا است که در شهرستان وود، اوهایو واقع شده‌است.
 بخش لیبرتی ۹۵٫۴ کیلومتر مربع مساحت و ۱٬۷۶۶ نفر جمعیت دارد و ۲۰۷ متر بالاتر از سطح دریا واقع شده‌است.